# 斎藤利治
斎藤 利治（さいとう としはる）は、戦国時代の武将。斎藤道三の末子といわれる。通称は新五郎、新五。諱は、長龍、長竜、利興ともいわれるが、『竜福寺文書』『宇津江文書』によれば利治が正しいとされる。

## 生涯

### 斎藤家から織田家へ
天文10年（1541年）頃、美濃国の大名・斎藤道三の末子として生まれたとされる。
長良川の戦い後、織田信長は道三の近親（義弟）の新五郎を助け置き、道三を殺して義龍が強奪した斎藤家の跡を継がせようとし、一所懸命地を宛て行った。そして、元服した新五郎は斎藤利治（斎藤長龍）と名乗り、信長に近侍して数度武功を顕した。

### 中濃攻略戦・美濃斎藤家正統後継者
永禄8年（1565年）8月、佐藤忠能らと共に岸信周の堂洞城、同年9月には、長井道利の関城をそれぞれ攻め落とす（堂洞合戦、関・加治田合戦、中濃攻略戦）。堂洞城攻めで佐藤忠能の子・忠康が討ち死にしたため忠能の養子となり、永禄10年（1567年）に忠能が隠居すると加治田城主となる。
この間の永禄8年（1565年）11月1日付けで、信長より武儀郡から加茂郡にかけての地13ヵ所、計2,184貫文を宛がわれている（備藩国臣古証文）。兄の斎藤利堯を加治田城留守居とした。

### 上洛戦から信長包囲網
永禄11年（1568年）、近江国の六角氏（六角義賢）攻めにて参陣（観音寺城の戦い）。浅井長政の監視の為、多摩の対陣をする。
永禄12年（1569年）、伊勢国大河内城の戦いでは北方の進撃軍の部将に加わり、織田軍は伊勢一円を手中に入れた。
元亀元年（1570年）6月、近江国小谷城攻めに参加し、森可成・坂井政尚らと支城の雲雀山城を攻撃して町を焼き払い、信長より甚だ賞せられる。
同年6月の姉川の戦いにも従軍する。9月に石山合戦が勃発すると、信長が築かせた楼の岸の砦に稲葉一鉄・中川重政と共に入り砦を死守し、小戦に毎度武勇を逞しくした。
元亀3年（1572年）4月、三好義継が松永久秀父子と共謀し畠山昭高に敵対すると、柴田勝家などと共に三好・松永方の交野城を攻囲。
元亀4年（1573年）高屋城攻めに参戦。
同年の7月、槇島城の戦いでは安藤守就らと先手となり、足利義昭が籠城する槇島城を攻撃した。同年、織田三郎五郎・林秀貞と共に、志津・丘海・山中の三城に籠り守備し、浅井氏と対陣した。
直後の朝倉討伐、小谷城攻めにも従軍した。この時、斎藤義龍の息子である斎藤龍興を攻め戦死させた。
天正2年（1574年）、伊勢長島一向一揆攻めに参戦し信長に従い一江口より攻め鎮圧する（比類なき働きあり）。
同年2月、武田勝頼の東美濃侵攻を阻止するため、信長の嫡男・織田信忠率いる軍に蜂屋頼隆、河尻秀隆、森長可、佐藤秀方等と従軍（岩村城の戦い）。
天正4年（1576年）、織田信忠が信長から織田家の家督と美濃国・尾張国を譲られ、岐阜城主となり、濃姫の養子となった前後から信忠付きの側近（重臣）となる。
天正5年（1577年）、柴田勝家の北国攻めに滝川一益・羽柴秀吉・丹羽長秀などと共に従う（手取川の戦い）。

### 越中進攻
天正6年（1578年）10月、神保長住への援軍として同盟国・親族である姉小路氏・三木氏の支援を受けつつ飛騨国経由にて越中国へ派遣され、太田本郷城に入り、月岡野の戦いで河田長親率いる上杉軍を撃破し、信長・信忠より感状を与えられた。合戦後、援軍姉小路頼綱と越中斎藤氏の斎藤信利・斎藤信吉と共に富山城を奪還し越中国に橋頭堡を築いた。この時期に摂津国で、織田信忠隊の加茂砦が荒木村重に夜襲にあった経緯もあり、信長は利治に越中国を速やかに撤退し、本国に戻るよう指示し、利治は直ちに撤収した。この月岡野の戦いにて、上杉家を中心とした信長包囲網を崩壊させることとなった。

### 中国進攻と療養
天正7年（1579年）、有岡城の戦いでは、一手を率いて勇戦数度に及んだ。
その後しばらくは動きが明らかでなく、信忠軍団にありながら、甲州征伐にも参加した様子がない。加治田城にて信長・信忠より加治田衆・一族（家族）と共に所労（休養）をするようにと命をうけた。

### 本能寺の変と最期
天正10年（1582年）6月1日、利治は信忠と共に羽柴秀吉の中国攻めを助ける為、御陣がある京都の二条新御所へ利治、妙覚寺は信忠が宿をとり、信長は本能寺を宿とした。京都所司代の村井貞勝は本能寺向かいの自邸で宿をとった。
6月2日払暁、明智光秀の謀反（本能寺の変）を知った信忠は、父・信長のいる本能寺へ救援に向かおうとするが、村井貞勝と子息らによる「二条新御所へ移るべき」との提言により救援を諦め、守りに向かない妙覚寺から二条新御所へ移った。利治ら側近は事態は決したから逃亡するように信忠へ諭すも、信忠は明智軍による包囲検問を考慮し、誠仁親王を脱出させ、わずかな軍勢ながら防戦し明智勢を3度は撃退している。
その間に、京都に別泊していた信長・信忠軍や馬廻りの者が徐々に駆けつけると、明智軍は隣の近衛前久邸の屋根から二条新御所を弓矢・鉄砲で狙い打ったため、最期を悟った信忠は自刃した。
その後、利治は最後は同じ美濃斎藤氏一族で義兄にあたる斎藤利三に攻められ、討死した。

## 人物・逸話
- 信長は斎藤道三の婿に当たるため、道三の近親の利治を家臣として取り立て加治田城主とし、道三亡き後の斎藤家の跡取りとしたとの考察がある[41]。また、名前から推定すると土岐頼武と共に道三に追われた斎藤新五郎の末裔で、家名存続のため忠能の養子にしたという考察もある[42]。または、斎藤利直の子、斎藤親頼が末孫、斎藤龍興の権子か弟とある。道三の子・孫・甥とまちまちであるが年代的に道三の末子であることが有力であるとされる[43]。
- 平井信正が京都御所から難を避けていた時、利治はその人物を惜しみ、加治田に迎え白華山清水寺口に住まわせた。信正の孫は元服の時、利治の治の字を賜ったという[44]。
- 関・加治田合戦において、斎藤勢（関）の長井道利が加治田城に攻め寄せ、衣丸において佐藤忠能の子・忠康（信氏）が討ち死にし、加治田・織田連合軍の旗色が悪くなった。加治田勢から湯浅讃岐が一番に関勢へ槍を突き、それに続いた他の加治田勢とともに関勢を追い返した。その働きを賞し、利治は自分の新の字を与えて湯浅新六とし、刀を授けた[45][46]。
- 龍福寺の位牌に「厳珠院殿天長運大禅定門、天正十年六月二日、於二条城死」とある[47]。
- 太田本郷城の城跡の一角は利治の菩提寺の円光寺となっていて、少し離れた富山市立山室中学校そばに利治の娘（蓮与）の皮膚病を治したと伝わる「的場の清水」がある[48]。
- 利治を中心に福富秀勝・菅屋長頼・猪子兵助・団忠正らと共に敵数多討取り勇勢を震い闘うが、信忠自害後「今は誰が為に惜しむべき命ぞや」と指違いへ忠死を顕けた[49]。
- 本能寺の変時に、利治が信忠に既に事態は決したから逃亡するように諭したのは、逃亡が可能なことを把握していたためと考えられる[50]。
- 『南北山城軍記』にて利治がひそかに家族（正室院とその息子・娘）の心配をかけまいと、深夜加治田城を出発し信忠の二条城に到着する様子が書かれている[51]。毛利氏攻めで上洛の際、信長・信忠は利治の病気を心配し、御供を認めなかったが、利治は病気は平癒したとし、妻と子の最後の別れを覚悟して夜中に急ぎ加治田城を発ち岐阜城を過ぎ、京師へ向かったとある[注釈 3]。
- 佐藤忠能の一周忌は、施主が斎藤利治（忠次）となっており、「或る時は却敵城を守り、勝を千里に決し、或る時は諸仏地に入って、意を三辺に投ず、僧を度し且つ精舎を建立す。」と、香語七百字ほどの長文が語録にある。
- 利治は生涯側室を迎い入れなかった。佐藤忠能の娘である正室院のみ一人正室とし、一生涯夫婦の契りを行った[53][54]。
- 加治田衆家臣団は佐藤忠能養子となった斎藤家跡取である斎藤利治（忠次）に皆従い貢献した[55]。
- 斎藤道三から織田信長への「美濃国譲り状」は、利治が信長へ渡した可能性が高い[注釈 4]。
- 京都建勲神社（御祭神 織田信長公）にて「織田信長公三十六功臣」で神社創建の折真先に功臣36名のうち十八功臣の一人として斎藤新五の額（絵画）が飾られている>。
- 利治は後世の軍記物では、「天下に輝かせ、忠志を全うし、二条城中において潔く忠死して、恩君泉下に報じ、武名を天下に輝かせり。」と評価されている[56]。
- 父である斎藤道三の夜話をまとめた書物について、利治が編者となっている[57]。
- 濃姫の弟であり、利治の立場は織田家においても一門衆であった[10]。
- 美濃国の要地である加治田城の大名となっている。他の織田軍団の武将では領地移動が数多く行われているが、利治は一度も領地替えはない[58]。
- 飛騨国司大名で公卿の血筋を持つ姉小路頼綱とは同年齢であった。頼綱の正室である姉小路頼綱正室は斎藤道三の末娘であり、年齢的に斎藤利治に近いとされる。
- 月岡野の戦いでは、飛騨出入口加治田城に全軍が集結し、旧飛騨街道沿い（武儀町・金山町・下呂市・高山市・飛騨市）を通り、同盟国・親族である姉小路氏・三木氏の支援を受け、越中国へ入る。月岡野の地にて上杉軍を撃破し、信忠は信忠軍団から毛利長秀を大将として援軍を派遣とし、森長可、坂井越中守、佐藤秀方を添えて派遣。だが信長は北陸の寒さを懸念し利治に帰陣を命じる。帰陣前に利治は越中国人衆の人質を神保長住に引き渡し帰国した[59]。
- 味方した越中国人衆や越中斎藤氏斎藤信利が信忠へ贈り物は利治が全て取次を受け持っている[60]。
- 信長は義弟では浅井長政、他にも重臣・家来に裏切られたが、斎藤道三末子の義弟である利治に信頼をよせており、嫡男である信忠にも重用されていた[61]。
- 本能寺の変において利治と利三が戦った事は、斎藤利宗に娘を嫁がせた親族関係と美濃斎藤氏としての一族同士の戦いとなった[62]。
- 加治田城主（却敵城）二代の斎藤新五が本能寺の変にあって京都二条城において討死たことはその地を治める人々にとって大きな衝撃であったとされる[63][64][65]。
- 本能寺の変・二条城防戦の有様は、討死の武将六十一名の中に新五も名を列ねている[66]。
- 織田家大名当主信長時の合戦において大勝利となった月岡野の戦いは織田家合戦の中でも比類なきものとされている[67]。
- 利治は平井信正を加治田白華山清水寺に招き、加治田城改築も行っている[68]。
- 加治田城改築として、斎藤利治による虎口石垣改修が支配段階でされたとされる[69]。
- 美濃国有力国国人衆佐藤忠能の養子となり、二代目加治田城城主となり美濃佐藤氏の親族衆となる。親族衆は、加治田城城主佐藤忠能一族・鉈尾山城城主佐藤清信、板之東金懸城城主佐藤秀澄、伊深村城屋敷佐藤信則、蜂屋館佐藤信連・堂洞城岸信周の子孫であり、加治田城を中心において囲んでいる。それは中濃を完全に支配し、国人衆をよりも強大な一族・美濃斎藤氏・美濃佐藤氏の大名とされる。また、武芸川八幡においての佐藤昌信もその一族である[70][71]。
- 佐藤一族の岸信周の一族は合戦後、利治が佐藤一族となった事で、追討される事なく、その子孫は保護され、美濃国で繁栄し、武士や地主の庄屋となり利治を支え、現在では岸氏氏族は繁栄している[72]。
- 月岡野の戦いよりは、遊撃隊軍団長となり、信長・信忠より揺るぎない立場となった[73] [74]
- 本能寺の変にて討ち死にした利治の亡骸は義兄・斎藤利三により直ぐに拾われ、明智光秀により丁重に扱われ、美濃国斎藤利堯を通じて加治田城菩提寺龍福寺へ運ばれ加治田衆にて手厚く葬られた。[75][76]
- 甲州征伐においては参加せずに加治田城本城を中心に美濃斎藤氏留守居としての役を務めた。

## 領土（統治）
- 関・加治田合戦後、佐藤忠能の養子として加治田城主となった。はじめ、永禄八年十一月に斎藤利治に対して信長より知行が与えられた[注釈 5]。
- 初代佐藤忠能から二代斎藤利治にかけての領地は、太田・古井・飛騨川の線・武儀郡・郡上郡・益田郡・加茂郡の中濃全域と、飛騨国や越中国、他国の一部に達し、何十万石以上と言われていた[77]。
- 「加治田は森武蔵守殿三人懸けの大名・人持にて候。」との記載がある[78][79]。
- 本能寺の変後（利治忠死後）、三代目斎藤利尭は新五の祖父にあたり、岐阜城主信孝の家老として勢威があった[80]。

## 主な家臣・与力
- 加治田衆[注釈 6]
- 美濃衆[注釈 7]
- 尾張衆[注釈 8]
- 飛騨衆[注釈 9]
- 越中衆[注釈 10]

## 関連書籍
- 諸田玲子 『帰蝶（きちょう）』 PHP研究所、 2015年 ISBN 978-4569826622
- 織田信長の東美濃攻略歴史PRマンガ『夕雲の城』 作画：渡辺浩行